# Párt
Pártnak nevezzük azt a társadalmi szervezetet, amelyet rendszerint egy alapító tag vagy egy alapítóközösség hoz létre azzal a céllal, hogy az adott társadalomban a politikai hatalomból részesüljön többnyire választások révén. Lényeges kellékei a párt ideológiája vagy programja, amelynek rendszerint előzményei, jeles képviselői, teoretikusai és reprezentatív irányzatai vannak. Fontos a regisztrált tagság, a rendszeres találkozás, gyűlés vagy kongresszus, a tisztségviselők kinevezésének módja stb. Törvényi kereteit Magyarországon jelenleg az Alaptörvény és az egyesülésről szóló törvény rendelkezései tartalmazzák.
A párt elismertségét a választásokon elért szavazatok mennyisége adja, míg anyagi támogatásáról az egyes országok kormányai szintén eszerint rendelkeznek. A pártok jellegzetes módon szakadnak és egyesülnek, illetve egymást rombolják, többnyire a pártból elüldözött vagy onnan kiváló tagjaik révén.

## Fogalma
- Önkéntesen létrehozott,
- önkormányzattal rendelkező szervezet,
- alapszabályában meghatározott célra alakul,
- nyilvántartott tagsággal rendelkezik,
- céljának elérésére szervezi tagjai tevékenységét.

A párt fogalma eltér a pártállam és a többpártrendszer viszonyai között.

### A pártállami „egypárt”
- A pártállami „egypárt” tagsággal rendelkező társadalmi szervezet, amely egyben az államhatalommal is összefonódik, személyi és ideológia szempontból egyaránt. Ebben az értelemben állampártnak is nevezik.
- Ilyen párt működhet látszólagos többpártrendszerben is (például a NSZEP az egykori NDK-ban vagy a LEMP a Lengyel Népköztársaságban).
- A tagokat erős egzisztenciális szálak fűzik az egypárthoz. Aki nem tagja az egypártnak, az „pártonkívüli”.
- A pártállami alkotmányok és a választójogi szabályok az egypártnak különleges szerepet juttatnak. Mindenki számára világos, hogy a párt bukása saját politikai rendszerének a bukását is jelenti.
- George Orwell találóan „belső pártnak” nevezi az állampárt tényleges hatalmat gyakorló magját, szemben a „külső párttal”, amely voltaképpen karrieristákból és szimpatizánsokból áll. (1984)

### A párt a többpártrendszerben
- A párt tagsággal rendelkező, tartósan fennálló szervezet, amely a parlamenti választásokon verseng a hatalmi pozíciók megszerzéséért, illetve a kormányzati pozíció megtartásáért.
- Vannak rétegpártok, amelyek bizonyos társadalmi csoportok érdekeit kívánják képviselni (például Vállalkozók pártja) és vannak néppártok, amelyek több réteg képviseletét tűzik ki céljukként. A pártok jellemzően az egész ország érdekeire hivatkoznak, nemcsak a párttagságéra.

## A pártok jellemzői
- megosztottság – konfliktus kifejezői
  - érdekek, ideológia alapján megosztják a társadalmat
- a rész az egészet képviseli
  - nem partikuláris érdekeket közvetítenek
  - alapvetően a közjó érdekében tevékenykednek
- mai pártok
  - a polgári társadalom képviseletében tevékenykedik
  - hierarchiával rendelkezik
  - programjaikban alternatívákat kínálnak a társadalmi problémák megoldására
  - az állam és a társadalom között közvetít
  - programjuk a közjóra, általános érdekre irányul
  - céljaik sokrétűek, megvalósításukhoz a teljes kormányzati hatalom elnyerésére törekedne

LaPalombara és Weiner szerint egy pártnak az alábbi négy feltétel kell rendelkezni:
1. állandó szervezet, az aktuális vezetőtől független, stabil világkép
2. látható és hierarchizált szervezet, kommunikáció a helyi és országos szerveken belül
3. a vezetők törekednek a döntések feletti hatalomra, és annak megtartására
4. az állandó szervezet arra törekszik, hogy minden eszközt felhasználjon a tömegtámogatás növelésére

## A pártrendszerek kialakulása
Az európai fejlődés során az angoloknál jelentek meg először a modern pártok feltételei.
A whigek és a toryk a parlament javára változtatták meg az erőviszonyokat, az uralkodó ellenében. A 18. század végére a pártok pozitív elismerést vívtak ki maguknak, a politikai rendszer belső szereplőivé váltak.
A modern angol pártrendszer az ipari forradalmat követő demokratizálódási folyamathoz igazodva fejlődik, fokozatosan kiépíti parlamenten kívüli szervezeteit, kísérletet tesz a lakosság politikába való bevonására.
Az egyes politikai irányzatok klubokat szerveznek, később tömegmozgalmakkal kapcsolódtak össze. 1870-re a képviselők a párthovatartozás alapján különböztetik meg magukat.
A kontinensen hosszú ideig (még a polgári forradalmak időszakában és utána is) a pártokat a nép és a közérdek ellenségének tartották. A párteszme nem az alkotmányos kereteken (parlamenti) belül fogalmazódott meg, társadalmi mozgalomként jelent meg, s nem egyszer szemben állt a hivatalos rendszerrel. Az ipari forradalmat követően átértékelődött a pártok szerepe, hiszen egy orientációját vesztett tömeg újraorientálásáról, az elveszett életértelem visszaszerzéséről volt szó

## Beyme felosztása
A Beyme-féle 10 párttípus:
- liberális (feudalizmus, rendiség ellen)
- radikális (francia forradalom, annak eszméi: szabadság, egyenlőség, tulajdon biztonsága)
- konzervatív (régi arisztokraták – átmeneti pártok)
- szocialista (szociáldemokrata) (4. rend, a proletariátus érdekeit képviselték)
- kereszténydemokrata (modern konzervatív)
- paraszt (vidéki agrártársadalom ipari tőkével, a városi polgársággal szemben)
- regionális, etnikai pártok (politikai önrendelkezési jogaikért folytattak harcot)
- kommunista (baloldali radikális, forradalmi ideológia, zárt szervezeti rend)
- fasiszta (szélsőjobb, nacionalista, totális egyeduralomra törekszik)
- környezetvédők (ökológiai pártok az 1970-es évektől)

## A pártok szerepe
- társadalom, politika kapcsolatának megvalósítói
- közvéleményt formálják,
- választási alternatívákat dolgoznak ki
- nézeteket egyeztetnek.
- vezetőket választanak

## A pártok funkciói
- érdekek aggregálása (begyűjtése, egyesítése, összegzése)
- érdekek artikulációja (kifejezésre juttatják)
- szakszervezetek, társadalmi érdekképviseletek keresése
- internáló, integráló funkció
  - az emberek valahova tartozzanak
  - beintegrálja az egyént a társadalomba
  - a közös program megvalósítására politikai akaratképzési folyamatban való részvétel
- politikusok rekrutációja, szelekciója
  - lehetőséget biztosít karrier építésre (kulcspozícióra, kinevezésre a közjogi tisztségekre)
    - nem kell érteni a szakmához(!)
- kormányzati, illetve ellenzéki szerepkör .